# Fontaines-sur-Saône
Fontaines-sur-Saône település Franciaországban, Métropole de Lyon különleges státuszú nagyvárosban (métropole: nagyjából „megyei jogú város”). Lakosainak száma 7005 fő (2022. január 1.). Fontaines-sur-Saône Fontaines-Saint-Martin, Caluire-et-Cuire, Rochetaillée-sur-Saône, Rillieux-la-Pape, Sathonay-Camp, Sathonay-Village és Collonges-au-Mont-d'Or községekkel határos.

## Népesség
A település népességének változása:
| Lakosok száma | 6469 | 6816 | 7075 | 7069 | 7068 | 7066 | 7065 | 7047 | 7005 |
|               | 2013 | 2015 | 2016 | 2017 | 2018 | 2019 | 2020 | 2021 | 2022 |